# Штурхобочний бій

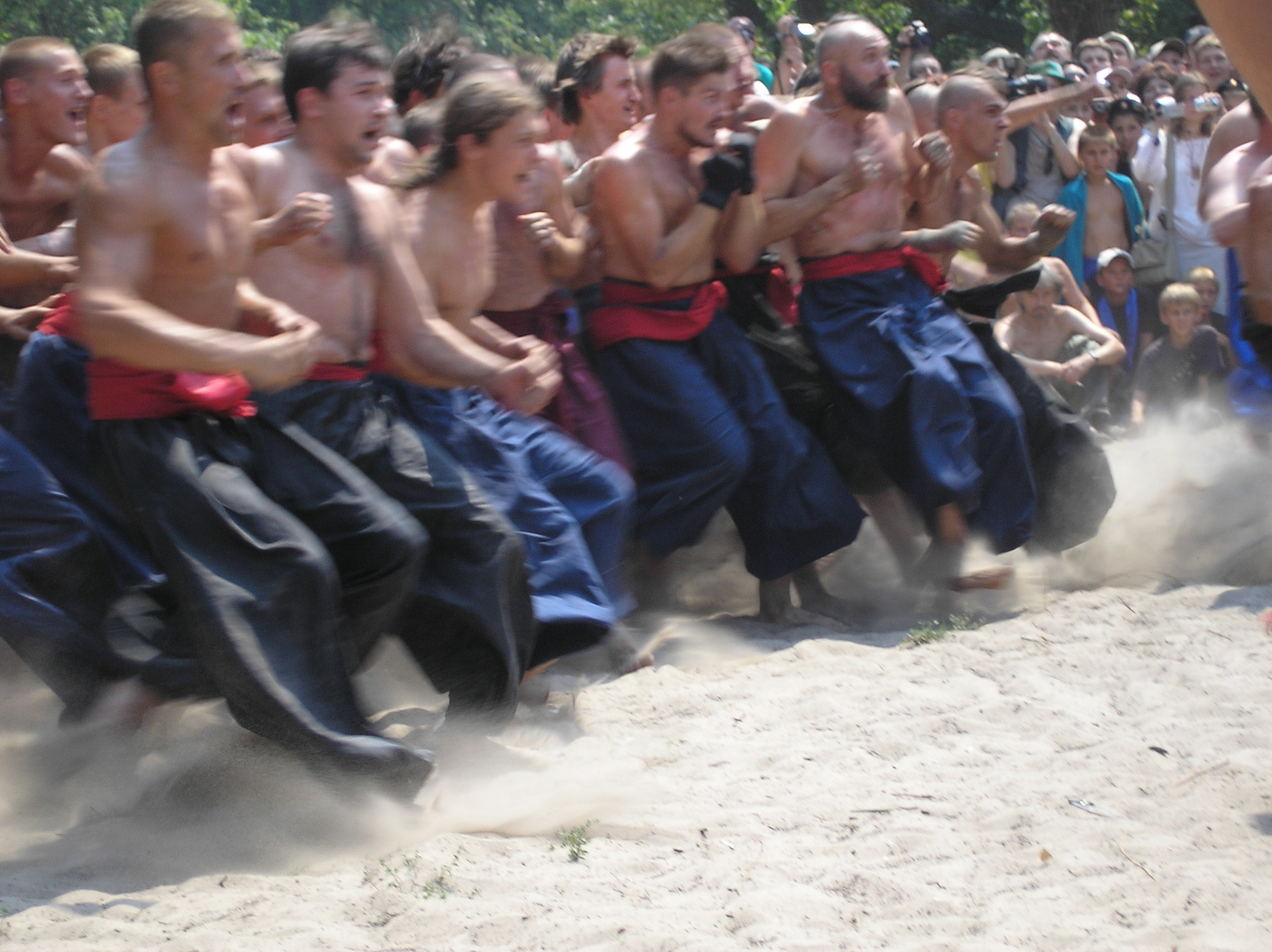
Кулачний бій. НЗ

Штурхобочний бій — традиційна розвага в Україні та інших країнах.

## Історія
Бої навкулачки відомі ще з дохристиянських часів. На Лівобережжі ця традиція тривала аж до XX століття. Участь у них брали дві лави на чолі зі своїм отаманом. Герці відбувалися на майданах, як правило, узимку від Різдва до Масляної, а згодом у будь-які вихідні або святкові дні.
Штурхобочні бої практикували запорозькі козаки. Дмитро Яворницький так описував козацькі розваги:
 «У звичайні свята запорізькі козаки часто розважалися кулачними боями: для цього вони увечері збиралися на січовій площі, розбивалися на дві лави або групи, одну з яких становили верхні, а другу нижні курені, й розпочинали бій. У цих боях вони нерідко розлючувалися до такої міри, що завдавали одні одним жахливих каліцтв і навіть убивали один одного».
У великих селах, як і в містах, бої йшли між мешканцями різних вулиць чи кутків. Іноді міщани билися з купцями, ремісники з семинаристами тощо..
Микола Маркевич згадував, як в Ічні Борзенського повіту, селах Рудівка, Сокиринці і Калюжинці Прилуцького повіту відбувалися бої навкулачки «один на одного, іноді лава на лаву, іноді село на село».
Як писав Л. Похилевич, за давнім переданням, в оточеному ровом урочищі Володимир на березі Росі «давні володарі Дзюнькова давали битви володарям Борщагівки. З обох сторін бувало по 50 і більше дужаків. Вони озброювались кийками, косами та вогнепальною зброєю. Іноді вбитими на місці залишалось до 20 осіб».
У XIX ст. бої влаштовували також володарі Долотецького та Довгалівки. За розповіддю місцевих, у лавах стояли «міцні як дуби» хлопці. Однак, коли довгалівські силачі перемогли всіх долотецьких, то останні виставили жінку Федору на призвісько Комашко, яка з легкістю здолала своїх супротивників.
У XIX ст. штурхобочні бої поширились у робітничих селищах і містах. Для мешканців, наприклад, Юзівки кулачні бої були однією з активних форм відпочинку.
У Донбасі робітники, які гуртувалися за ознаками земляцтва («банди»), у вихідні дні і навіть після роботи влаштовували масові бійки.
У цей час Луганськ мав три основних райони: селище Луганський завод, у якому жило багато росіян, вихідців з Орловської, Рязанської і Курської губерній, Кам'яний Брід, заселений українцями, і Гусинівка, серед мешканців якої були також ремісники-євреї.
Климент Ворошилов писав, що «досить часто мешканці цих районів, не тільки молоді, але і вельми поважного віку, сходилися в кулачних боях, лава на лаву». Соратник Ворошилова І. Шмиров згадував, що у цих побоїщах часто перемагали українці. У вихідний день для них було улюбленою забавою — йти «бити кацапів». Ці сутички тривали до початку 1980-х рр. Мешканці Кам'яного Броду, передмістя Луганська, постійно провокували бійки з луганчанами з центральних районів.
Донбаські сутички відрізнялися особливою жорстокістю, бо тут не дотримувались жодних правил. Зокрема, у Луганську били навіть тих, хто впав, хоча в інших регіонах це було неприпустимо. У кривавих бійках робочі з різних бараків використовували кийки, кастети. Просто посеред вулиці билися навіть жінки, на яких ставили гроші.

## Класифікація боїв

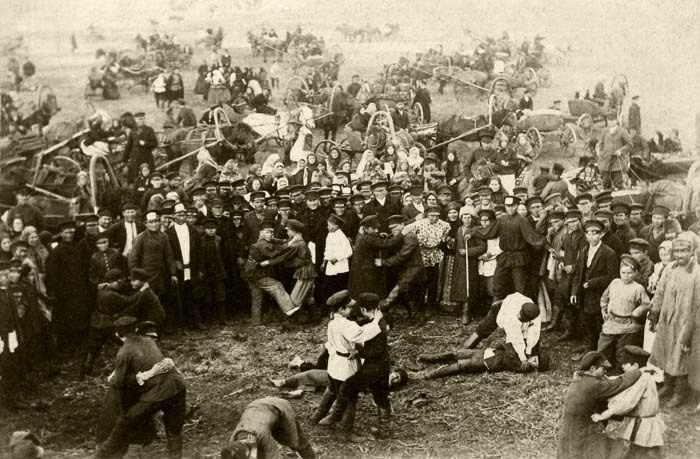
Кулачні бої також були популярні в Росії. Цареве Городище, 1900 р.

Українські змагання з кулачної боротьби мали два основних види: герць «сам на сам» і командний бій «лава на лаву».
«Сам на сам» («один на одного», «бій поодинці», «герць», «двобій») – поєдинок двох окремих бійців. За деякими правилами, билися до трьох падінь або «до руди», «до мазки» (до першої крові). Лежачих не займали, били (штурхали) переважно під груди, по ребрах, по боках (звідси – штурхобочний бій).
«Лава на лаву» (власне, «штурхобочний бій», «стіна до стіни», «війна», «рукопаш», «кулачна війна», «війна навкулачки») – сутичка двох команд (партій).
«Лави» формувалися за національною, соціально-класовою і віковою ознаками.
Платон Лукашевич писав:
 «Кулачний бій є найдавніша і найулюбленіша розвага малоросіян … Перед початком бою, бійці поділяються на дві протилежні сторони … Бій звичайно починають діти… і коли якась сторона слабшає…, то йдуть їм на допомогу старші, і з кожного боку, поступово, виходять віком більше і більше…, а хлопчики йдуть у сторону»
Микола Гоголь у повісті «Вій» оповідає про бійку між бурсаками:
 "Два богослови зазвичай вирішували…, кожен клас має стояти за себе особливо або всі мають розділитися на дві половини … У всякому разі, граматики починали перш за всіх, і як тільки втручалася риторика, вони вже тікали геть … Потім вступала філософія …, а нарешті і богослов'я … "
Билися гурти колядників, що не поділили між собою райони. До бою іноді залучалось навіть духівництво.
Перед сутичкою суперники підбурювали один одного (задражнювали, лютилися). Окрім того, бійці, щоб більше роз'яритися, перед змаганням вживали хмільні напої. «Є в деяких селах особливі любителі кулачного бою, — писав Микола Сумцов, — вони звичайно купують два-три відра горілки одній із сторін і тоді бій іде з особливим азартом».

## Штурхобочний бій у художній літературі
Штурхобочний бій не обійшла увагою художня література. Зі сцени кулачного бою Тараса і його старшого сина Остапа розпочинається повість Миколи Гоголя «Тарас Бульба».
Яскравий опис козацького герцю дав Іван Котляревський в «Енеїді». Власне, письменник уперше в художній літературі вжив термін «штурхобочний бій».
| І зараз лист послав к Енею, Щоб вийшов битись сам на сам, Помірявсь силою своєю, Достав од Турна по усам; Хоть на киї, хоть кулаками Поштурхатись попід боками Або побитись і на смерть. А также пхнув він драгомана І до латинського султана, Щоб і сьому мордаси втерть. або Аж ось прийшов і перебієць, Убраний так, як компанієць, I звався молодець Дарес; На кулаки став викликати I перебійця визивати Кричав, опарений мов пес: Гей, хто зо мною вийде битись, Покуштувати стусанів? Мазкою хоче хто умитись? Кому не жаль своїх зубів? А нуте, нуте, йдіте швидше Сюди на кулаки лиш ближче! Я бебехів вам надсажу; На очі вставлю окуляри, | Сюди, поганці-бакаляри! Я всякому лоб розміжжу… На землю шапку положивши, По локоть руки засукав I, цупко кулаки стуливши, Дареса битись визивав. Із серця скреготав зубами, Об землю тупотав ногами I на Дареса налізав… Дарес од страху оправлявся I до Ентелла підбирався, Цибульки б дать йому під ніс. Ентелл от ляпаса здригнувся, Разів із п'ять перевернувся, Трохи не попустив і сліз. Розсердився і роз'ярився, Аж піну з рота попустив, I саме в міру підмостився, В висок Дареса затопив: 3 очей аж іскри полетіли, I очі ясні соловіли, Сердешний об землю упав. Чмелів довгенько дуже слухав I землю носом рив і нюхав, I дуже жалібно стогнав. |

## Заборона штурхобочних боїв
У Європі, у тому числі й в Україні, час від часу обмежували, а то й зовсім припиняли масові побоїща. Особливо суворих заходів стали вживати з XVIII ст. За повідомленням Київської духовної влади, кулачні бої шкодять здоров'ю і призводять до такої смерті, що бійці навіть «християнського позбавлені належного погребіння».
Царським указом і гетьманським універсалом заборонялись «богомерзких молодих людей зборища навкулачки». 30 січня 1719 р. Київська духовна консисторія наказувала духівництву Лівобережної України вжити найактивніші заходи щодо викоренення кулачних боїв, а заодно і вечорниць, оскільки ці «нечестиві беззаконня» призводять до «праведного гніву Божого», тобто неврожаїв хлібу, бездощової посухи, падежу худоби, тяжких хвороб людей, морової згубної пошесті. У випадку непослуху непокірних дозволялося відлучати від церкви і карати ув'язненням.
У радянські часи масові сутички кваліфікувалися як хуліганство, покарання за яке передбачалося ст. 206 Кримінального кодексу УРСР.
Проте штурхобочні бої не припинялися і час від часу спалахували з новою силою.
Різновидом штурхобочних боїв на сучасному етапі стали сутички між футбольними вболівальниками («махач»). Одна з перших і наймасовіших бійок у СРСР спалахнула між фанатами київського «Динамо» і московського «Спартака» в центрі Києва у 1987 р.